# Xavier Naulleau
Pour les articles homonymes, voir Naulleau.

a Compétitions nationales et continentales officielles uniquement.

b Matchs officiels uniquement.
Dernière mise à jour le 5 septembre 2011.
Xavier Moana Naulleau, né le 11 décembre 1980 à Bora-Bora, est un joueur français d origine tahitienne et de e rugby à XV qui Évolue au poste de pilier gauche et droite.
Commence ses premiers Matchs en groupe b au fcsr Rumilly en 1999. Il partira en Pro D2 Et Top 16 au CAB brive Corrèze et restera 3 saisons.
Il enchaînera au Lou rugby Pendant une saison.
Continuera à l Uag pour rejoindre Alain gaillard (champion de France 2006 fédérale 1) montée Pro D2. Après une saison en 2 division. Il rejoindra les rangs de l ubb pendant 3 saisons.
Partira au parc à Aix en Provence en Pro D2 pendant 3 saisons et finira sa carrière au cap périgueux (Pro D2 et fédérale 1).

## Carrière
- 2001-2004 : Club athlétique Brive Corrèze Limousin
- 2004-2005 : LOU (Pro D2)
- 2005-2007 : UA Gaillac (Pro D2)
- 2007-2009 : Union Bordeaux Bègles (Pro D2)
- 2009-2011 : Pays d'Aix rugby club (Pro D2)
- 2011-2014 : CA Périgueux (Pro D2)

## palmarès
- Vainqueur du championnat de Federale 1 2006